# Maassenia
Maassenia este un gen de molii din familia Sphingidae. 

## Specii
- Maassenia distincta Gehlen, 1934
- Maassenia heydeni (Saalmüller, 1884)